# Florestan I. od Monaka
Florestan I., punim imenom Tancrède Florestan Roger Louis Grimaldi (Pariz, 10. listopada 1785. – Pariz, 20. lipnja 1856.), monegaški knez i vojvoda od Valetinoisa od 1841. do svoje smrti, iz dinastije Grimaldi. Prijestolje je naslijedio nakon smrti brata Honorija V. Za Florestanove vladavine, Kneževina Monako je ostala bez više od polovice svog teritorija.

## Životopis

### Prije stupanja na dužnost kneza
Rodio se kao drugorođeni sin u obitelji monegaškog kneza Honorija IV. († 1819.) i vojvotkinje Louise d'Aumont († 1826.). Od rane dobi je pokazivao zanimanje za književnost i umjetnost. Za vrijeme Francuske revolucije, njegov je djed, knez Honorije III. († 1795.) svrgnut s vlasti, a Kneževina Monako je ukinuta i anektirana revolucionarnoj Francuskoj. Svim članovima obitelji su bili oduzeti plemićki naslovi i njima pridružena prava i status, a oduzeta im je i imovina u Francuskoj. Godine 1793., za vrijeme Jakobinske diktature, maloljetni Florestan je bio uhićen zajedno s roditeljima i djedom te je bio zatvoren u Parizu kao narodni neprijatelj.
Poslije izlaska iz zatvora, Florestan je uglavnom boravio sa svojom majkom, a njegov stariji brat Honorije je pristupio Napoleonovoj vojsci i napravio uspješnu vojnu karijeru. U međuvremenu je sedamnaestogodišnji Florestan započeo glumačku karijeru u Théâtre de l'Ambigu-Comique u Parizu, na nezadovoljstvo svojih roditelja. Nakon što mu je majka zaprijetila da će ga razbaštiniti, Florestan je pristupio vojsci, ali jedva je uspio steći čin kaplara. Za vrijeme francusko-ruskog rata 1812. godine, bio je zarobljen, a bio je pušten na slobodu tek 1814. godine.
Poslije Napoleonova poraza i burbonske restauracije, dolaskom kralja Luja XVIII., Florestanov stric Josip Grimaldi je zatražio obnovu monegaške monarhije, što je bilo ostvareno 1814. godine kada je Florestanov otac Honorije IV. sjeo na kneževsko prijestolje. Već sljedeće godine Monako je izgubilo suverenitet, jer je odlukom Bečkog kongresa kneževina stavljena pod protektorat Kraljevine Sardinije. Godine 1819. umro je Florestanov otac Honorije IV., a prijestolje je naslijedio Florestanov stariji brat Honorije V. (1819. – 1841.).
Florestan je 1816.godine oženio glumicu Marie Caroline Gibert de Lametz protiv volje svojih roditelja. S njom je imao dvoje djece,
Karla i Florestinu. Poslije majčine smrti 1826. godine, Florestan je naslijedio svu njenu imovinu, zbog čega Honorije V. i on nisu nikada više komunicirali. Budući da se Honorije V. nije nikada ženio i imao je samo izvabračno dijete, Florestan je bio njegov nasljednik. Nakon bratove smrti 1841. godine, Florestan je postao novi knez Monaka.

### Vladavina
Florestan je cijeli svoj dotadašnji život bio živio izvan Monaka i nijke uopće bio pripremljen za preuzeti kneževsko prijestolje. Financijske poslove kneževine preuzela je njegova supruga Maria Caroline. Budući da se Florestan distancirao i od političkih poslova svoje kneževine, vladavinu je u njegovo ime, također, preuzela njegova supruga. Zbog takve situacije, Florestanov sin Karlo je zatražio očevo svrgnuće u njegovu korist od Kraljevine Sardinije, pod čijim protektoratom se nalazila Kneževina Monako, ali je njegova majka spriječila takav razvoj događaja. Zbog toga je došlo do razmirice između Karla i njegove majke, ali su naposljetku ipak sklopili dogovor.
Budući da je Maria Caroline vladala čvrstom rukom, a ekonomska situacija u kneževini je bila loša, pobunili su se protiv kneževe vlasti gradovi Menton i Roquebrune-Cap-Martin te 1848. proglasili svoju neovisnost o monegaškoj kruni, čime je Monako izgubio više od polovice svog ukupnog teritorija. Florestan je umro 1856. godine, a takvu ekonomski i teritorijalno slomljenu kneževinu naslijedio je njegov sin Karlo III.

## Vanjske poveznice
- Florestan od Monaka – unofficialroyalty.com (engl.)
- Florestan I. – monegaški knez protiv svoje volje – hellomonaco.com (engl.)

| Prethodnik:                 | Knez Monaka (1841. – 1856.) | Nasljednik:                |
| Honorije V. (1819. – 1841.) | Knez Monaka (1841. – 1856.) | Karlo III. (1856. – 1889.) |